# إدوارد كيسلر
إدوارد كيسلر (بالإنجليزية: Edward Kessler)‏ هو عالم عقيدة وفيلسوف بريطاني، ولد في 3 مايو 1963 في لندن في المملكة المتحدة.